# Diocèse de Myitkyina

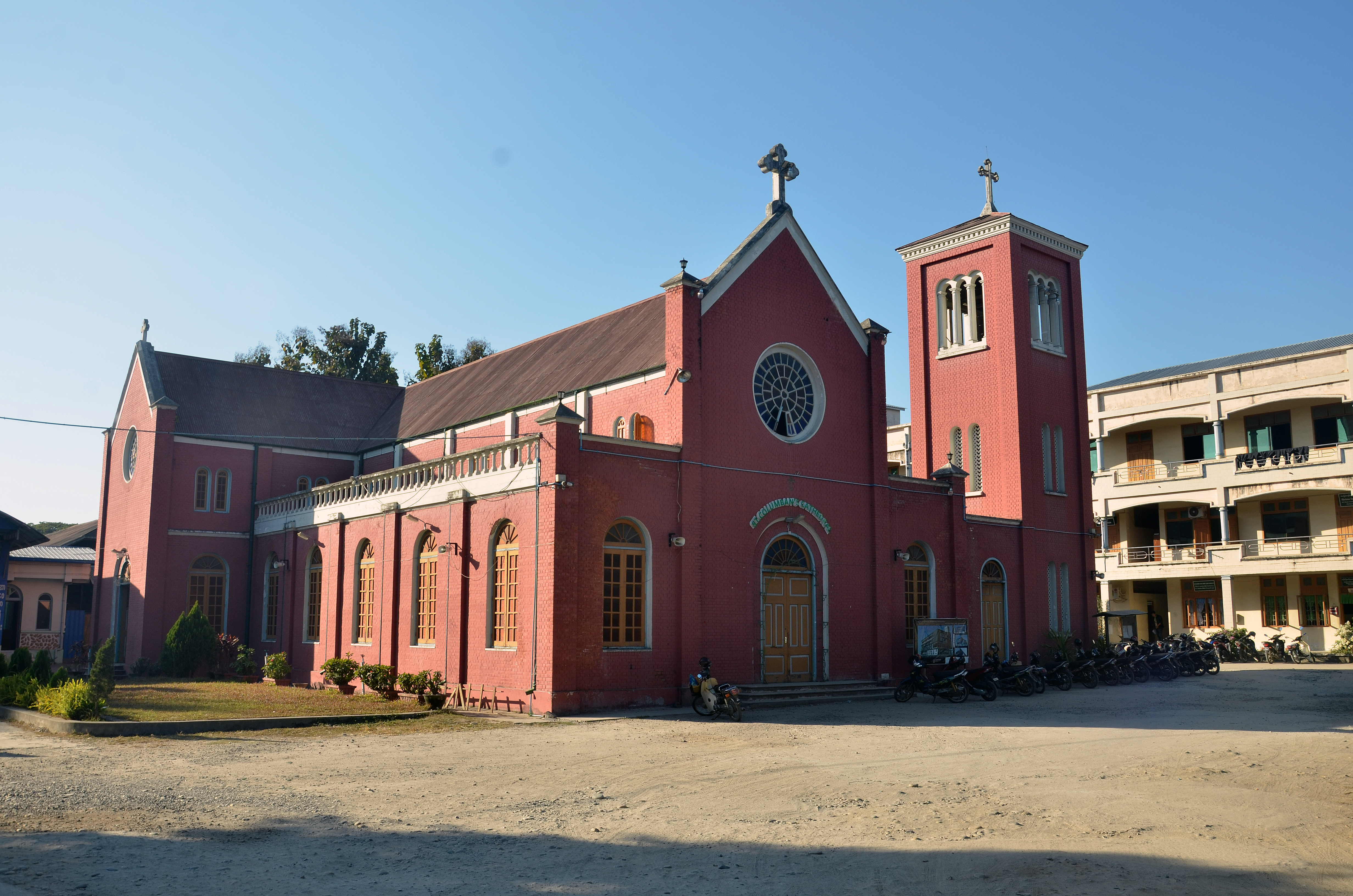
Vue de la cathédrale Saint-Colomban.

Le diocèse de Myitkyina est un siège de l'Église catholique en Birmanie, suffragant de l'archidiocèse de Mandalay. En 2013, il comptait 86 608 baptisés pour 1 108 000 habitants. Il est tenu par Mgr John Mung-ngawn La Sam depuis 2024.

## Territoire
Le diocèse s'étend dans la région de Myitkyina et comprend 19 paroisses. Son siège se trouve à la cathédrale Saint-Colomban de Myitkyina.

## Histoire
Avant que le diocèse ne soit érigé, les premiers missionnaires catholiques sont envoyés dans le nord de la Birmanie par Mgr Paul Bigandet M.E.P. à partir des années 1860 pour tenter d'évangéliser des ethnies animistes. Mais ces tentatives sont infructueuses. En 1873, trois prêtres sont envoyés à partir du poste de Bhamo, d'autres suivent, mais ils sont décimés par la malaria et les épidémies. Jusqu'en 1901, ce sont quatorze prêtres qui affrontent les difficultés et la mort. Les missionnaires des missions étrangères de Paris évangélisent les tribus katchins à partir du début du XXe siècle, puis ils laissent la place aux missionnaires irlandais de la Société missionnaire de Saint Colomban, après 1937. 
La préfecture apostolique de Bhamo est érigée le 5 janvier 1939 par la bulle Birmaniae Septentrianolis de Pie XI, recevant son territoire du vicariat apostolique de Birmanie-Septentrionale (aujourd'hui archidiocèse de Mandalay).
Le 21 février 1961, Jean XXIII l'élève au statut de diocèse, par la bulle Quod sacrum qui transfère son siège à Myitkyina.
Le 28 août 2006, il cède une portion de territoire à l'avantage du nouveau diocèse de Bhamo.

## Ordinaires
- Patrick Usher S.S.C.M.E, 7 janvier 1939-1958
- John James Howe S.S.C.M.E., 18 juillet 1959-9 décembre 1976
- Paul Zingtung Grawng, 9 décembre 1976-24 mai 2003 (premier prêtre en 1965 de l'ethnie Katchin à avoir été ordonné)
- Francis Daw Tang,  3 décembre 2003-18 novembre 2020
- John Mung-ngawn La Sam M.F., depuis le 29 octobre 2024

## Statistiques
En 2013, le diocèse comptait 86 608 baptisés pour 1 108 000 habitants (7,6 %), 39 prêtres, dont 2 réguliers, 6 religieux, 96 religieuses dans 19 paroisses